# Ningguo
Ningguo is een stad in de oostelijke provincie Anhui, Volksrepubliek China. Ningguo is een arrondissement in de prefectuur Xuancheng. De stad heeft meer dan 100.000 inwoners.